# The House of the Dead III
The House of the Dead III es la tercera entrega de la serie de videojuegos de disparos estrenada en 2003 por Sega. El juego fue lanzado para máquinas arcade, PlayStation 3, Wii, Xbox y Microsoft Windows. Por primera vez en la serie el juego es protagonizado por una mujer.

## Historia
Capítulo 0: Reminiscence
Al principio, como prólogo, se narra cómo Thomas Rogan y un miembro de su ejército llamado Dan Taylor intentan llegar al Centro del edificio pereciendo a pocos pasos de obtener su objetivo.
Capítulo 1: Chasing Shadows
Días después de perder contacto con su padre su hija, Lisa Rogan acompañado por su ex-compañero G llegan a la entrada del edificio e irrumpen eliminando a todo zombi que se cruce con ellos, en esos momentos entra en escena el primer Jefe, Muerte (Tipo 0011) un jefe de seguridad gigante con aspecto zombi. Luego de escapar del jefe anterior uno puede elegir entre tres niveles distintos.
Capítulo 2: Bewildermemt
-DBR Institute/Sala del genoma EFI: Estas instalaciones plagadas de zombis parecen que alguna vez fueran un laboratorio de investigación, para completar el nivel se debe enfrentar a Tonto (Tipo 0028) un perezoso enorme con afiladas garras, que son vitales para trepar por la jaula donde ocurre el enfrentamiento.
Capítulo 3: Sensory Chaos
-L2 BIO Plant/L3 BIO Lab: Sombrío escenario donde curiosamente el jefe Sol (Tipo 8830) un árbol gigante con mutaciones tanto humanas, vegetales y animales, se encuentra a poco después de pasar la mitad del nivel.
Capítulo 4: Ultimate Challenge
-Information Systems Dept. West/East Wing: Rompiendo con los esquemas de juegos anteriores el jefe nuevamente Muerte aparece ni bien empieza el nivel y acaba con su muerte (muy parecido al enfrentamiento con Strength de THOTD2).
Capítulo 5: Wheel of Fate
Finalmente el último nivel es una ampliación del primer nivel jugado, se presentan nuevos personajes como Daniel Curien (mencionado durante el juego) hijo de muerto Dr. Curien, y Ruleta del Destino (Tipo 0000) un antropomórfico enemigo (quien es el Dr. Curien transformado, y curiosamente parece una versión mejorada del jefe Emperor, de THOTD2), que se impone como el último jefe. El juego también tiene diferentes finales según la puntuación (por esta razón, muchos fanáticos de los videojuegos en general consideran que tiene más finales que el Fallout), quizás el más sobresaliente es en el que aparece el llamado hombre de la pierna coja que parece ser realmente el que está detrás de todo esto, (se presumía que era Goldman pero en THOTD 4 se confirma que este hombre no es Goldman y que este ha muerto)

## Recepción
El juego recibió críticas mixtas tras su lanzamiento. GameRankings le dio una puntuación de 70.72% para la versión de Xbox, 56.50% para la versión de PC, y 63.63% para la de PlayStation 3.  Del mismo modo, Metacritic le dio una puntuación de 72 sobre 100 a la versión de Xbox y 64 sobre 100 a la versión de PS3.
The Cincinnati Enquirer le dio a la versión de Xbox una puntuación de 3.5 estrellas de 5 y elogió "la habilidad para acabar con múltiples enemigos a la vez, las mejoras gráficas, varios finales y nuevas criaturas." The Digital Fix le dio a la versión de PS3 una puntuación de 7 sobre 10 calificándolo como "un divertido juego de explosiones por doquier, especialmente en el modo de dos jugadores, y con una versión para PS3 más cerca que nunca de la perfección del arcade"